# Willesden
Willesden est un quartier du district de Brent, à Londres, Angleterre. Le quartier est réputé pour sa forte concentration de population irlandaise mais aussi une grande communauté afro-antillaise.
Le quartier est desservi par la station de métro Willesden Green.

## Étymologie
Le nom est dérivé de l'anglo-saxon "Wilesdune" qui signifie La Colline Du Printemps.
La devise du quartier est "Laborare est orare".

## Transports et localité
Ce quartier est en grande partie situé dans le NW10 mais également le code postal NW2. Dollis Hill est parfois aussi considéré comme une partie de Willesden.

### Métro
- La station de métro de Willesden Green est située sur la ligne Jubilee (grise) de Londres.

Les chemins de fer ont joué un rôle considérable dans le développement du quartier, ce qui lui a permis de passer d'une partie calme à un quartier dynamique de Londres.
La station Willesden Green a été ouverte en 1879 par le Metropolitan Railway et est dotée d'une grande façade des années 1920.

### Route
Par la route, Willesden est relié à l'A41/A5 qui passent près de Kilburn et Cricklewood. L'A406 (périphérique intérieur de Londres) est assez proche et traverse Neasden.

### Bus
Willesden comprend un grand dépôt de bus construit en 1902 ainsi que de nombreuses voies et départs de bus à travers la ville.
La majorité des bus est dirigée par la compagnie Metroline.

### Proximité
- Harlesden
- Neasden
- Dollis Hill
- Cricklewood
- Kensal Green
- Kilburn
- Stonebridge
- Brent Park
- Brondesbury Park
- Mapesbury

## Cyclisme
Le plus grand club de cyclisme de Londres se trouve à Willesden, avec plus de 200 membres. Fondé en 1926 le Willesden Cycling Club (WCC)est toujours très présent, avec des compétiteurs dans de nombreuses disciplines.